# Abdullah Keseroğlu
Abdullah Keseroğlu (* 7. Februar 1988 in Altınözü) ist ein  türkischer Fußballspieler.

## Karriere
Mit sechs Jahren im Jahr 1994 spielte Keseroğlu erstmals bei den Bambini vom CfB Ford Niehl in Köln. Er verbrachte zwei Jahre dort und wechselte in der F-Jugend, nachdem er von einem Leverkusener Scout entdeckt wurde, zur E-Jugend nach Bayer 04 Leverkusen. In Leverkusen durchlief er die Nachwuchsmannschaft. Nach 12 Jahren Bayer 04 Leverkusen zog es ihn in die zweite Mannschaft des Bundesligakonkurrenten Borussia Mönchengladbach, wo der Defensivspieler zwei Jahre aktiv war. Mit den Fohlen stieg der Mittelfeldspieler 2008 von der Oberliga Nordrhein in die Regionalliga West auf. Zum Stammspieler wurde Keseroğlu aber erst in der Regionalliga. Mit Beginn der Saison 2009/10 wechselte er in die 3. Liga zum VfL Osnabrück. Unter Trainer Karsten Baumann hatte es Keseroğlu aber schwer sich für die Wettbewerbsmannschaft zu empfehlen. Sein Drittligadebüt gab er am 28. Juli 2008, dem zweiten Spieltag, gegen die Reserve von Werder Bremen. Beim 1:0-Sieg wurde der Mittelfeldspieler in der 64. Minute für Patrick Herrmann eingewechselt. Nach nur einer Spielzeit wechselte er in seine türkische Heimat zum Hauptstadtklub MKE Ankaragücü, von wo aus er direkt zu Bugsaş Spor weiterverliehen wurde.
Seit Sommer 2011 war er wieder für MKE Ankaragücü aktiv. Am 3. Januar 2012 machte er auswärts gegen den Erstligisten Mersin Idmanyurdu sein erstes Süperlig Meisterschaftsspiel. Er spielte 90 Minuten lang durch, und sein Team siegte mit einem Endstand von 1:2.
Nachdem sein Gehalt über mehrere Monate nicht bezahlt wurde, zog er die vertraglich festgelegte Option, den Verein in solch einem Fall verlassen zu können und trennte sich von Ankaragücü. Zur neuen Saison 2012/13 wechselte er zum türkischen Zweitligisten Bucaspor. Danach kehrte Keseroğlu nach Deutschland zurück und schloss sich dem Regionalligisten FC 08 Homburg an. In der Sommerpause 2014 schloss er sich dem Regionalligisten Sportfreunde Siegen an, mit dem Keseroglu jedoch aus der Regionalliga West abstieg. Nach der Saison bei den Sportfreunden beschloss Keseroglu den Profifußball an den Nagel zu Hängen. Nach dem Abstieg folgte dann sein Wechsel zum Oberligaaufsteiger SC Düsseldorf-West, wo er dann zwei Spielzeiten vollbrachte.
Zur Saison 2017/18 hat Keseroglu seine Trainerkarriere bei der SG Köln Worringen (Bezirksliga Köln) angefangen. Nachdem das erste Jahr nur für den 5. Tabellenplatz reichte, erfolgte im 2. Jahr der verdiente Aufstieg in die Landesliga Staffel 1 in Köln.

## Erfolge
- Aufstieg in die Regionalliga West mit Borussia Mönchengladbach II: 2008 (1. Platz)
- Aufstieg in die 2. Bundesliga mit VfL Osnabrück: 2010 (1. Platz)